# 王館
王館（？—？），顺天通州人，清朝政治人物。举人出身。
乾隆十八年，擔任廣東廣州府永安縣知縣（現紫金縣知縣）。后由韓萬言接任。